# Hasnaoua
Hasnaoua là một đô thị thuộc tỉnh Bordj Bou Arréridj, Algérie. Dân số thời điểm năm 2002 là 18.358 người.